# Jostein Ansnes
Jostein Ansnes (født 10. november 1972 i Surnadal i Norge) er en norsk guitarist som er medlem af grupperne Dadafon og Famntak.